# Портрет Елізабет Тухер
«Портрет Елізабет Тухер» — картина німецького художника Альбрехта Дюрера, намальована 1499 року. Картина зберігається в Кассельській картинній галереї.

## Історія
Під час відвідин Нюрнберга 1496 року Фрідріх III Мудрий звернувся до Дюрера з проханням зобразити його на портреті. Після такого поважного замовлення чимало аристократів також побажали мати власний портрет пензля Дюрера. Родина Тухер, яка належала до найзаможніших аристократичних родин Нюрнберга, також зробила замовлення в уславленого художника. 1499 року Дюрер створив два диптихи, зобразивши на портретах подружжя Ніколауса та Елізабет Тухерів, а також подружжя Ганса та Феліцітас Тухерів. Портрет-диптих Ганса та Феліцітас Тухерів зберігається у Замковому музеї у Ваймарі. Тоді як портрет Елізабет Тухер зберігається в Кассельській картинній галереї. Друга частина диптиха — портрет чоловіка Елізабет, Ніколауса Тухера вважається втраченим.
Постать Елізабет Тухер і загалом родини Тухерів привернули до себе велику увагу, коли її портрет потрапив на банкноту в 20 німецьких марок третьої серії. Банкнота з її портретом була в обігу з 1961 до 1992 року.

## Стиль
На тлі строкатого дамастського полотна та мальовничого пейзажу ліворуч зображено погруддя молодої жінки. Обличчя обернене до її чоловіка, портрет якого в диптиху був ліворуч.
Жінка у віці двадцяти шести років демонструє всю красу своєї молодості. ЇЇ пишне волосся, зібране у високу зачіску, ховається під елегантною хустинкою. Елізабет зображена з тонким і загостреним обличчя, чіткими й виразними очима, окресленим підборіддям, довгою шиєю та похилими плечима. Зачіска Елізабет, сформована з кіс, зібраних дугою та схованих під хустинкою, була типовою для одружених заможних Нюрнберга. Подібну зачіску можна зустріти й на багатьох інших портретах та малюнках.

## Галерея

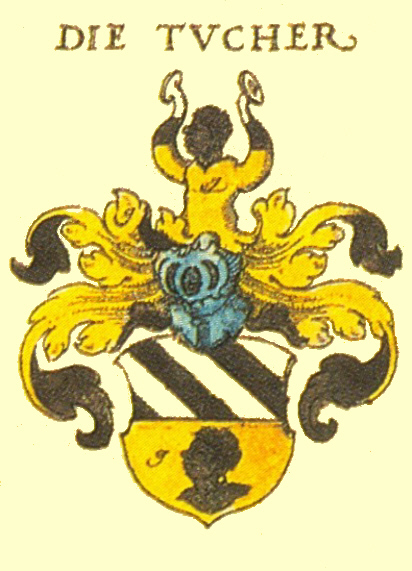
Герб родини Тухер
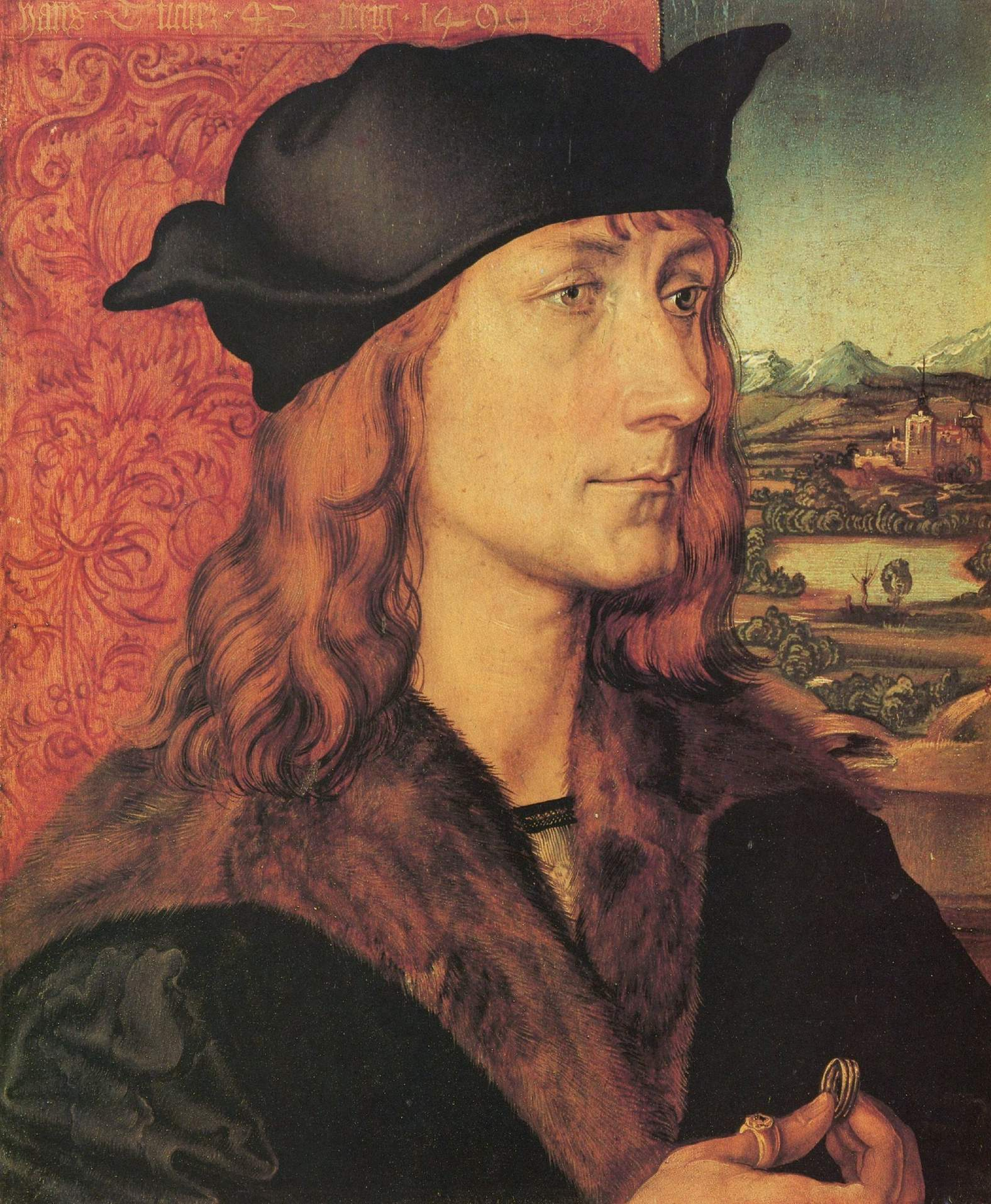
Портрет Ганса Тухера
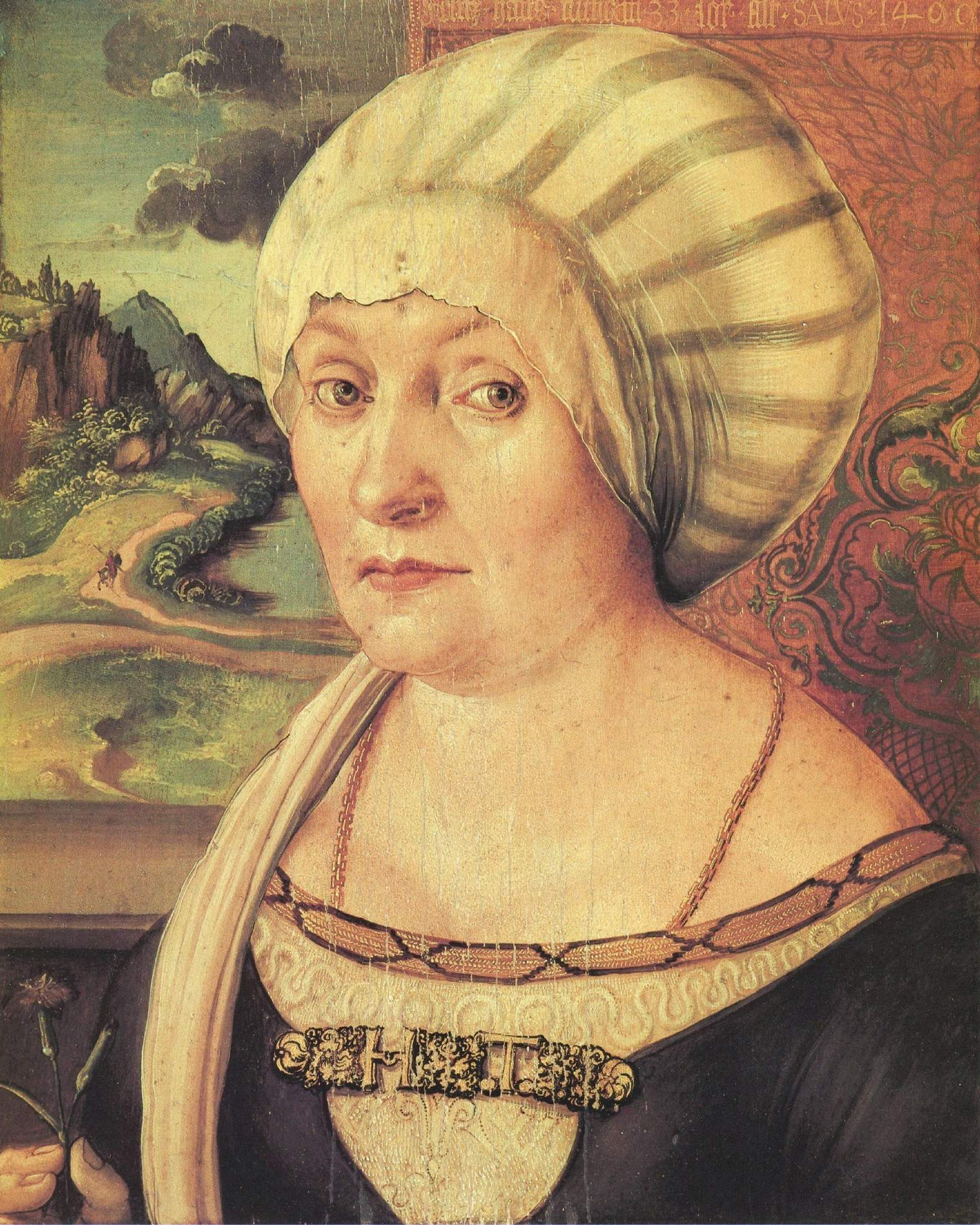
Портрет Феліцітас Тухер